# Република Македония на летните олимпийски игри 2004
Република Македония участва на летните олимпийски игри през 2004 година в Атина като това е третото самостоятелно участие на страната на олимпийски игри след излизането от Югославия през 1991 година.
Участие взимат 10 спортистa в общо 5 спорта.

## Лека атлетика
Мъже
| Атлет         | Събитие | Старт    | Старт | Полуфинал     | Полуфинал     | Финал         | Финал         |
| Атлет         | Събитие | Резултат | Място | Резултат      | Място         | Резултат      | Място         |
| ------------- | ------- | -------- | ----- | ------------- | ------------- | ------------- | ------------- |
| Ванчо Стоянов | 800 м   | 1:49.02  | 7     | не продължава | не продължава | не продължава | не продължава |

Жени
| Атлет                | Събитие | Старт    | Старт | Четвъртфинал  | Четвъртфинал  | Полуфинал     | Полуфинал     | Финал         | Финал         |
| Атлет                | Събитие | Резултат | Място | Резултат      | Място         | Резултат      | Място         | Резултат      | Място         |
| -------------------- | ------- | -------- | ----- | ------------- | ------------- | ------------- | ------------- | ------------- | ------------- |
| Александра Войневска | 100 м   | 12.15    | 6     | не продължава | не продължава | не продължава | не продължава | не продължава | не продължава |

## Кану-каяк

### Слалом
| Атлет          | Събитие  | Квалификация | Квалификация | Квалификация | Квалификация | Квалификация | Квалификация | Полуфинал | Полуфинал | Финал         | Финал         | Финал         | Финал         |
| Атлет          | Събитие  | Спускане 1   | Място        | Спускане 2   | Място        | Общо         | Място        | Време     | Място     | Време         | Място         | Общо          | Място         |
| -------------- | -------- | ------------ | ------------ | ------------ | ------------ | ------------ | ------------ | --------- | --------- | ------------- | ------------- | ------------- | ------------- |
| Лазар Поповски | Мъже K-1 | 96.92        | 8            | 96.14        | 6            | 193.06       | 6 Q          | 100.80    | 16        | не продължава | не продължава | не продължава | не продължава |

## Спортна стрелба
Жени
| Стрелец     | Събитие                  | Квалификация | Квалификация | Финал         | Финал         |
| Стрелец     | Събитие                  | Точки        | Място        | Точки         | Място         |
| ----------- | ------------------------ | ------------ | ------------ | ------------- | ------------- |
| Дивна Пешич | 10м въздушна пушка       | 368          | 44           | не продължава | не продължава |
| Дивна Пешич | 50м пушка от три позиции | 555          | 32           | не продължава | не продължава |

## Плуване
Мъже
| Плувец                  | Събитие            | Старт   | Старт | Полуфинал     | Полуфинал     | Финал         | Финал         |
| Плувец                  | Събитие            | Време   | Място | Време         | Място         | Време         | Място         |
| ----------------------- | ------------------ | ------- | ----- | ------------- | ------------- | ------------- | ------------- |
| Зоран Лазаревски        | 200м бътерфлай     | 2:02.26 | 27    | не продължава | не продължава | не продължава | не продължава |
| Александър Маленко      | 200м свободен стил | 1:53.00 | 35    | не продължава | не продължава | не продължава | не продължава |
| Александър Миладиновски | 100м бътерфлай     | 55.71   | 45    | не продължава | не продължава | не продължава | не продължава |
| Александър Миладиновски | 200м съчетано      | 2:07.39 | 38    | не продължава | не продължава | не продължава | не продължава |

Жени
| Плувец           | Събитие            | Старт   | Старт | Полуфинал     | Полуфинал     | Финал         | Финал         |
| Плувец           | Събитие            | Време   | Място | Време         | Място         | Време         | Място         |
| ---------------- | ------------------ | ------- | ----- | ------------- | ------------- | ------------- | ------------- |
| Весна Стояновска | 200м свободен стил | 2:04.64 | 34    | не продължава | не продължава | не продължава | не продължава |
| Весна Стояновска | 400м свободен стил | 4:19.39 | 27    | н/д           | н/д           | не продължава | не продължава |
| Весна Стояновска | 200м бътерфлай     | 2:16.51 | 26    | не продължава | не продължава | не продължава | не продължава |

## Борба
Мъже свободен стил
| Борец             | Събитие | Елиминационна група | Елиминационна група | Елиминационна група | Четвъртфинал      | Полуфинал         | Финал / Мач за бронз | Финал / Мач за бронз |
| Борец             | Събитие | Съперник Резултат   | Съперник Резултат   | Място               | Съперник Резултат | Съперник Резултат | Съперник Резултат    | място                |
| ----------------- | ------- | ------------------- | ------------------- | ------------------- | ----------------- | ----------------- | -------------------- | -------------------- |
| Сихамир Османов   | −74 кг  | Паслар З 1–3        | Брзозовски З 0–3    | 3                   | не продължава     | не продължава     | не продължава        | 17                   |
| Магомед Ибрагимов | −84 кг  | Муун З 0–3          | Гочев З 1–3         | 3                   | не продължава     | не продължава     | не продължава        | 19                   |